# Cécile Bart
Cécile Bart   (Dijon, 1958) és una pintora i artista visual francesa. Viu i treballa a Marsannay-la-Côte.

## Trajectòria
Cécile Bart va estudiar a l'Escola Nacional de Belles Arts de Dijon als anys vuitanta. Va exposar per primera vegada l'any 1989 amb la seva instal·lació Carder a la nau del Museu d'Art Modern de París.
Per als seus primers treballs, va projectar llum sobre pantalles de vel transparent. El vocabulari de Bart se situa al lloc on es troba: projecció en color, pantalles transparents que reben i difonen la llum i el públic esdevé part d'interès dels dispositius. Les seves obres s'inventen segons l'espai on es presenten. Com a procés de fabricació, utilitza un vel de Tergal que cobreix amb un color amb un pinzell. Segons el nombre de capes, el color guanya intensitat i esdevé material. A continuació, el vel s'estira sobre un marc d'alumini. Per al Museu d'art Contemporani de Val-de-Marne (MAC VAL), oferia cinc elements de color que eren tants com marcs. El públic estava convidat a col·locar-se en el marc, per tant, en el quadre. Es convertia així en una superfície que rebia color.
L'any 2004, Cécile Bart va utilitzar per primera vegada el teixit per a Toros, Lisses et Coulisses, una mena de cortines que alternaven entre l'espai buit i ple. Va utilitzar també la projecció de pel·lícules o fotos.
L'any 2017, Bart va oferir Silent show al Centre de Creació Contemporània Olivier Debré de Tours. Aquesta vegada, l'artista barrejà pintura, cinema i dansa. Les seqüències de ball es projectaven en nou pantalles. L'exposició era silenciosa. Els cossos dels visitants es barrejaven amb els cossos projectats. La imatge es dividia i es posava en moviment. Aquí, l'habitació estava submergida en la foscor. En els treballs anteriors de Cécile Bart, la llum natural també hi jugava un paper important.

## Col·leccions públiques
- 1% pour la CASS (Caisse d’action sanitaire et sociale) d’Ivry-sur-Seine, ova construcció dels arquitectes XTU París, 2008[7]
- Rouge peinture, bleu chantier, Lycée Jean Vilar, Villeneuve-les-Avignon, 2007
- Fenêtres sur cour, Classique T, Hôtel des Chevaliers de Saint-Jean de Jerusalem, DRAC, Toulouse, 2006
- Les Deux Dames, instal·lació, 2005, Dijon, musée des beaux-arts de Dijon
- De l’autre côté, díptic, dos cartons de tapís, Paris, Manufacture des Gobelins, 2002-2005
- Et pluie, le soleil, llar d'infants l’Arc-en-Ciel, Thiers, programa Nous Patrocinadors de la Fondation de France, 2001-2003
- Peinture d’accompagnement, hospital Saint-Joseph et Saint-Luc, Lyon, 1998-2001
- Peinture/écran sous verre, Biblioteca universitaria de Nancy II, 1995
- Profils(3), compost de cinc marcs de format quadrat, Frac Bretagne, 2001

## Exposicions
- 2000
  - Chassés-tramés, galeria Georges Verney-Carron, Villeurbanne
- 2001
  - Partitions, galeria Frank, FIAC, Paris
  - Profils, galeria Frank, Paris
  - 153 échantillons, Première Vision le Salon, Parc d'exposicions de París-Nord, Villepinte
- 2002
  - Première donne, galeria Catherine Issert, Saint-Paul-de-Vence
  - Carrousel, galerie Frank, ArtBrussels
- 2003
  - Lisses, Carré Sainte-Anne, Montpellier
  - La Ronde, galeria Blancpain-Stepczynski, Genève
  - Kaléidoscope, galeria Frank, París
  - Et pluie le soleil, edicfici de la llar d'infants l'Arc-en-ciel[8]
- 2004
  - Fenêtres sur place, Museu de Belles Arts de Nancy
  - Coulisses, Annecy, Espai d'Art Contemporani (MJC/Centre social/Llar d'Infància),[9] 6 octubre-10 desembre/Musée-château et Espace 34
- 2005
  - Diagonale, Chapelle de Botlézan, Bégard,
- 2008
  - Scansions, galeria Catherine Issert, Saint-Paul de Vence
  - Extérieur jour, Faux mouvement, Metz
  - J.R.S. & Co, galeria Guy Ledune, espai Black Box, Brussel·les
- 2009
  - Suspens, FRAC Bourgogne, Dijon
  - Teatrino Suspens, Muntatge i presentació de la maqueta de Suspens 2009 per al Teatrino Palermo, Le Nouveau Festival, Centre Georges Pompidou.
  - Ombres / Lisses, Projeccció sobre l'Hôtel Dieu, Là où je suis n'existe pas, Le Printemps de Septembre, Toulouse
  - Galeria Catherine Issert, Saint-Paul de Vence
- 2010
  - L'hypothèse du fond perdu, Cécile Bart, Espace de l'art concret, castell de Mouans, Mouans-Sartoux (Alpes-Marítims)
  - Ouverture, poétique du divers: Rennes, Frac Bretagne, 05 juliol 2012-08 juliol 2012
- 2013
  - Moteur, set serigrafies transparents suspeses de les voltes de la Capella Jeanne d'Arc à Thouars[10] · .[11]
- 2017
  - Silent show, CCCOD, Tours[12]
- 2018-2019
  - Effet d'hiver, FRAC Bretagne, Rennes
- 2020
  - Rose Gold, FRAC Franche-Comté, Besançon